# Erin Go Bragh
Erin go Bragh (nogle gange stavet Erin go Braugh) er en anglicering af den irske frase Éirinn go Brách, der bruges til at udtrykke troskab til Irland. Det bliver normalt oversat til "Irland For Evigt."
Udtrykket har været og bliver brugt i mange sammenhæng for at lade personer og organisationer vise deres tilhørsforhold til Irland, og det er blevet brugt i flere sange.

## Oprindelse
Erin go Bragh er en anglicering af det irske Éirinn go Brách.
Den almindelige version på irsk er Éire go Brách. Nogle udgaver af fraserne bruger irsk: Éirinn, der kommer af ativ-formen i en moderne standard-form af irsk, og i nogle kilder den poetiske udgave, Erin.
Ordet brách betyder "evighed" eller "for evigt", hvilket betyder at frasen bogstaveligt kan oversættes til "Irland til evigheden" eller "Irland for evigt". Éire go Bráth (eller Éirinn go Bráth) bliver også brugt på irsk, og betyder det samme. Go er en præposition, der kan oversætte ssom "til", "indtil" eller "op til".

## Brug
Frasen blev brugt af United Irishmen i 1790'erne.
På toppen af årtiers forhandlinger om irsk selvstyre i slutningen af 1800-tallet brugte Irish Unionist Party frasen som slogan på et banner til en af deres forsamligner, for at udtrykke stolthed over deres irske identitet.

### I sport
Den skotske fodboldklub Hibernian F.C. fra Edinburgh adopterede Erin Go Bragh som deres motto i slutningen af 1800-tallet, og prydede deres spillertrøjer med det. Klubben blev grundlagt irere i Edinburgh i 1875, og det grønne logo med den gyldne harpe ses stadig.
I 1887 blev der oprettet en gaelic games-klub i Clonsilla, Dublin under navnet Erin go Bragh GAA. Der var også en "Erin go Bragh GAA"-klub i Warwickshire, England.
Ved de olympiske mellemlege 1906 deltog tre irere som den irske delegation seperat fra Storbritannien med egne uniformer, selvom den olympiske komité havde besluttet at de skulle deltage under det britiske flag. Da Peter O'Connor modtog en sølvmedalje i længdespring vist han Erin Go Bragh-flaget inden det britiske var blevet hejst.

## Anden brug
- En traditionel skotsk sang fra 1800-tallet med titlen "Erin-go-Bragh" fortæller om en skotte fra højlandet, der bliver forvekslet med en irere. De første to vers lyder[9][10] :

My name's Duncan Campbell from the shire of Argyll
I've travelled this country for many's the mile
I've travelled through Ireland, Scotland and a'
And the name I go under's bold Erin-go-bragh
One night in Auld Reekie as I walked down the street
A saucy big polis I chanced for to meet
He glowered in my face and he gi'ed me some jaw
Sayin' "When cam' ye over, bold Erin-go-bragh?"
- Patrick Keohane, et irsk medlem af Terra Nova-ekspeditionen til Antarktis fra 1910–1913 brugte en slæde med mottoet "ERIN GO BRAUGH" under en gylden harpe på et grønt felt med et Georgkors.[11]
- Erin Go Bragh er motivet for episoden The Kidnapped Prime Minister i sæson af Agatha Christie's Poirot, der oprindeligt blev sendt i 1990.
- En version af den skotske sang blev indspillet af Dick Gaughan på hans album Handful of Earth fra 1981.[12] Andy Irvine og Patrick Street indspillede Gaughans udgave af sangen i 2007 på deres album On the Fly.[13]
- Udtrykket blev omformuleret i New York Times overskrift Erin go broke, skrevet af øjkonomen Paul Krugman, til at omtale Den økonomiske nedtur i Irland efter 2008 oven på finanskrisen.[14]
- I filmen The Boondock Saints II: All Saints Day fra 2009 udtaler Norman Reeduss karakter Murphy MacManus som "It's Irish for, 'you're fucked.'"[15]
- "Erin go Bragh" (1943) er en melodi til messinggrupper komponeret af Joan Trimble (1915–2000)[16]
- Peadar Kearney, der har skrevet den irske nationalmelodi, har også skrevet en sang med titlen "Erin go Bragh".[17] Sangen fortæller om Påskeopstanden 1916 i Dublin på sarkastisk vis, og alle seks vers slutter med "Erin Go Bragh".
- I 1969 udgav bandet The Wolfe Tones en coverversion af Kearneys sang "Erin Go Bragh" på deres album Rifles of the I.R.A.